# Communauté de communes du Pays de Revigny-sur-Ornain
La communauté de communes du pays de Revigny-sur-Ornain (COPARY) est une communauté de communes française, située dans le département de la Meuse et la région Grand Est.
La communauté, dont le siège social est à Revigny-sur-Ornain, a été créée le 1er janvier 2000 et remplace le « SIVOM de Revigny-sur-Ornain ».

## Composition
La communauté de communes est composée des 16 communes suivantes :

| Nom                        | Code Insee | Gentilé        | Superficie (km2) | Population (dernière pop. légale) | Densité (hab./km2) |
| -------------------------- | ---------- | -------------- | ---------------- | --------------------------------- | ------------------ |
| Revigny-sur-Ornain (siège) | 55427      | Revinéens      | 19,32            | 2 600 (2022)                      | 135                |
| Andernay                   | 55011      | Chayants       | 4,32             | 243 (2022)                        | 56                 |
| Brabant-le-Roi             | 55069      | Brabantais     | 11,08            | 222 (2022)                        | 20                 |
| Contrisson                 | 55125      | Contrissonnais | 11,82            | 773 (2022)                        | 65                 |
| Couvonges                  | 55134      | Couvongeois    | 4,56             | 153 (2022)                        | 34                 |
| Laheycourt                 | 55271      |                | 18               | 354 (2022)                        | 20                 |
| Laimont                    | 55272      | Limounis       | 10,77            | 426 (2022)                        | 40                 |
| Mognéville                 | 55340      | Mognévillois   | 18,57            | 359 (2022)                        | 19                 |
| Nettancourt                | 55378      | Nettancourtois | 11,45            | 242 (2022)                        | 21                 |
| Neuville-sur-Ornain        | 55382      |                | 11,66            | 366 (2022)                        | 31                 |
| Noyers-Auzécourt           | 55388      | Nussériens     | 17,22            | 274 (2022)                        | 16                 |
| Rancourt-sur-Ornain        | 55414      |                | 9,99             | 180 (2022)                        | 18                 |
| Remennecourt               | 55424      |                | 2,74             | 45 (2022)                         | 16                 |
| Sommeilles                 | 55493      |                | 18,81            | 181 (2022)                        | 9,6                |
| Vassincourt                | 55531      | Vassincourtois | 7,94             | 276 (2022)                        | 35                 |
| Villers-aux-Vents          | 55560      |                | 6,14             | 127 (2022)                        | 21                 |

## Administration
Depuis 2014, le conseil communautaire est composé de 29 délégués, dont 5 vice-présidents.
| Période                                  | Période     | Identité         | Étiquette | Qualité                                                                  |
| ---------------------------------------- | ----------- | ---------------- | --------- | ------------------------------------------------------------------------ |
| Les données manquantes sont à compléter. |             |                  |           |                                                                          |
|                                          | 2004        | Pierre Parisse   |           | Maire de Laimont (2001-2008)                                             |
| 2004                                     | 1 juin 2011 | Philippe Vautrin |           | Adjoint au Maire de Laimont (2001-2008), Maire (depuis 2008) (démission) |
| 1 juin 2011                              | 2020        | Didier Massé     | SE        | Maire de Laheycourt (depuis 2001)                                        |
| 2020                                     | En cours    | Anne Roussel     |           | Maire de Remennecourt                                                    |